# 巴兰鱧
巴兰鱧為輻鰭魚綱鱸形目鱧科的一種，分布於亞洲馬來西亞的淡水流域，棲息在中底層水域，屬肉食性。

## 擴展閱讀
維基物種上的相關：巴兰鱧